# Janiva Magness
Janiva Magness (Detroit, 1957. január 30. –), amerikai blues- és soul-énekesnő, dalszerző. Amikor a Blues Foundation B. B. Kinget 2009-ben a szórakoztatóipar királyának nevezte, Koko Taylor után Janiva Magness a második volt, aki megkapta ezt a megtisztelő címet. 2014-ben kiadott albuma, az „Original” pedig megkapta az Év lemeze díjat.
Janiva Magness hét alkalommal kapott Blues Music Awards-ot, amelyre 26 alkalommal jelölték.

## Pályafutása
Detroitban született. Szülei öngyilkossága miatt tucatnyi egymás utáni, nevelőotthonban nőtt fel. Mérnöknek tanult Minnesotában, közben háttérénekelt.
Apja lemezgyűjteménye erősen vonzotta. Részt vett egy Otis Rush koncerten, ami megváltoztatta sorsát. „Otis úgy játszott, mintha az élete múlna rajta”.
Phoenixben saját zenekart alapított, ami sikerekes lett. 1986-ban Los Angelesbe költözött. Első albuma (More Than Live) 1991-ben jelent meg. 1999-ben az "It Ain't Nothin 'But the Blues" színpadi produkcióban játszott Los Angelesben.
2008-ban aláírt az Alligator Recordshoz. Sikeres turnéja volt volt Kanadában, Európában és az Államokban.
2013-ban öt kategóriában jelölték Blues Music Awards díjakra. 2014-ben otthagyta az Alligator Recordsot és saját lemezkiadót indított (Fathead Records).

## Lemezek
- 1991: More Than Live
- 1997: It Takes One to Know One
- 1999: My Bad Luck Soul
- 2001: Blues Ain't Pretty
- 2003: Use What You Got
- 2004: Bury Him at the Crossroads
- 2006: Do I Move You?
- 2008: What Love Will Do
- 2010: The Devil is an Angel Too
- 2012: Stronger for It
- 2014: Original
- 2016: Love Wins Again
- 2017: Blue Again
- 2018: Love Is An Army
- 2019: Change In The Weather

## Díjak
- Blues Music Award(wd) (7 és 26 jelölés)
- Grammy-díj jelölés

## További információ
- Hivatalos oldal
- Janiva Magness az Internet Movie Database-ben (angolul)
- Janiva Magness a Rotten Tomatoeson (angolul)